# Cheirolophus tananicus
Cheirolophus tananicus là một loài thực vật có hoa trong họ Cúc. Loài này được (Maire) Holub mô tả khoa học đầu tiên năm 1973.